# 29e bataillon de tirailleurs sénégalais
Le 29e Bataillon de Tirailleurs Sénégalais (ou 29e BTS) est un bataillon français des troupes coloniales.

## Création et différentes dénominations
- --/--/----: Création du 29e Bataillon de Tirailleurs Sénégalais
- --/02/1918: Le bataillon reçoit 50 hommes en renfort du 94e BTS

### Sources et bibliographie
Mémoire des Hommes